# Longquan (köpinghuvudort i Kina, Hubei Sheng, lat 30,73, long 111,49)
Longquan är en köpinghuvudort i Kina. Den ligger i provinsen Hubei, i den centrala delen av landet, omkring 270 kilometer väster om provinshuvudstaden Wuhan. Antalet invånare är 50 265. Befolkningen består av 24 627 kvinnor och 25 638 män. Barn under 15 år utgör 10,0 %, vuxna 15-64 år 79 %, och äldre över 65 år 10,0 %.
Runt Longquan är det tätbefolkat, med 356 invånare per kvadratkilometer. Närmaste större samhälle är Yichang, 19,7 km väster om Longquan. I omgivningarna runt Longquan växer huvudsakligen savannskog.
Genomsnittlig årsnederbörd är 1 199 millimeter. Den regnigaste månaden är augusti, med i genomsnitt 174 mm nederbörd, och den torraste är december, med 14 mm nederbörd.